# Полторак, Сергей Николаевич
Серге́й Никола́евич Полторак (род. 18 апреля 1955, Ленинград, СССР) — российский историк, доктор исторических наук (1992), профессор (1994). Главный редактор научных журналов «Клио» (1997) и «История Петербурга».

## Биография

### Первые годы
Сергей Николаевич Полторак родился 18 апреля 1955 года в Ленинграде. В 1976 году окончил Пушкинское высшее командное ордена Красной Звезды училище радиоэлектроники ПВО по специальности «Инженер по эксплуатации электронно-вычислительных машин».

### Военная служба
С 1972 по 1991 год проходил службу в рядах Вооружённых Сил СССР. В марте 1975 года, будучи курсантом, вступил в КПСС. С 1984 по 1987 год служил в управлении Ленинградского корпуса ПВО. С 1991 по 2002 год в Вооружённых силах РФ, полковник в отставке.

### Педагогическая и научная работа
В 1980 году поступил в заочную аспирантуру исторического факультета Ленинградского государственного университета им. А. А. Жданова, и в 1982 году защитил кандидатскую диссертацию на тему «Партийно-политическая работа в ходе создания и боевых действий интернациональных формирований на Северо-Западе РСФСР: 1918—1920 гг.». В 1991 году окончил Ленинградский политологический институт по специальности «политолог-преподаватель высших и средних специальных учебных заведений». В июне 1992 года защитил докторскую диссертацию на тему «Иностранцы в Красной армии в 1918—1922 гг.: опыт и уроки общественно-политической и боевой деятельности». Работал преподавателем, старшим преподавателем, начальником военной кафедры, заместителем начальника факультета военного обучения Ленинградского политехнического института (Санкт-Петербургский политехнический университет Петра Великого), по совместительству работал профессором кафедры истории данного вуза с 1992 по 1995 год. В 2001—2002 годах являлся заведующим кафедрой истории и проректором по научной работе Санкт-Петербургского гуманитарного университета профсоюзов, а в 2002—2010 годах — профессором кафедры истории Санкт-Петербургского политехнического университета Петра Великого.
Подготовил 15 кандидатов и 5 докторов исторических наук. Автор более 600 научных публикаций, в том числе 12 монографий.
Президент Международной ассоциации исторической психологии им. проф. В. И. Старцева, вице-президент Всероссийской ассоциации историков Гражданской войны, эксперт РФФИ и РНФ. Член Петербургского союза ученых, Всероссийского проблемного совета «Россия во Второй мировой войне», Всероссийского методического совета по преподаванию отечественной истории. Член редакционного совета по выпуску 6-томного издания, посвящённого истории Первой мировой войны, подготавливаемого по заказу Министерства обороны РФ. Действитиельный член Академии гуманитарных наук (1998), Академии военно-исторических наук (1999), Балтийской педагогической академии (2000), Петровской академии наук и искусств (2004), Российской академии естественных наук (2008), Европейской академии наук и искусств (2010), академик и вице-президент Международной академии исторических и социальных наук.

### Общественная и издательская деятельность
Основатель и главный редактор исторических научных журналов «Клио» и «История Петербурга», альманаха «Петербургская историческая школа», глава издательства «Полторак».
В 2023 году издал собственную монографию «Брест-Литовск. 100 лет истории переговоров о мире».

## Награды
Награждён 5 орденами и более 20 медалями.
- Почётная грамота Министерства образования РФ (2001);
- Почётный работник высшего профессионального образования РФ (2015);
- Лауреат Анциферовской премии;
- Лауреат премии Кузбасса;
- Лауреат премии В. Н. Татищева.
- В ознаменование педагогических и научных заслуг профессора С. Н. Полторака в 2014 года в Германии выпущена почтовая марка «Профессор доктор Сергей Полторак».
- Высшая награда Союза общественных благотворительных организаций «Гражданская и Социальная инициатива» — приз «Золотой пеликан» (2012).